# Fundación Prem Rawat
La Fundación Prem Rawat es una organización benéfica registrada en California, Estados Unidos y clasificada en la categoría 501(c)3 . Está dedicada a fomentar y difundir las conferencias, presentaciones, expresiones artísticas y musicales, iniciativas humanitarias y foros públicos de Prem Rawat, también conocido como Maharaji, y publica material de difusión en formato impreso, audiovisual e informatizado, cuyo fin es presentar el mensaje de Prem Rawat a una gran variedad de públicos de diversas culturas. Dicho mensaje, según las publicaciones de la Fundación, trata sobre la paz y la plenitud personal,
puede accederse a él en más de 88 países y en 70 idiomas diferentes, y su difusión se financia exclusivamente a través de donaciones y de la venta de materiales relacionados. En 2007, la Fundación fue evaluada por la agencia de calidad Better Business Bureau según 20 principios que identifican la excelencia en la gestión de las organizaciones sin fines de lucro. Tras esta evaluación, la Fundación fue aceptada para incorporarse a la "Wise Giving Alliance" de Better Business Bureau (BBB), cuya membresía está reservada a las organizaciones que cumplen los criterios de BBB en cuanto a la responsabilidad en la gestión.

Según su página web, la Fundación lleva a cabo iniciativas humanitarias y colabora con otras entidades benéficas. Organiza periódicamente consultorios médicos en India y, en 2005, entregó donaciones al Programa Mundial de Alimentos de las Naciones Unidas, lo que permitió alimentar a más de 9.000 personas en Indonesia durante un mes
, 6.000 en Pakistán, 2,000 en Níger así como 4,500 escolares en Guatemala. Su página web informa de que ha patrocinado un programa de ayuda alimentaria para escolares en Sri Lanka y realizó una donación al Banco de Alimentos de Houston, lo que permitió servir tres comidas diarias a 8.500 víctimas del Huracán Katrina durante tres meses. Otras iniciativas mencionadas en su sitio web incluyen el desarrollo de una instalación en el norte de la India donde se proporcionan cientos de comidas gratuitas diariamente a niños y adultos durante todo el año. 

La Cruz Roja Filipina informa de una donación realizada por la Fundación, para ayudar a las familias afectadas por los deslizamientos de tierras que golpearon el pueblo de Guinsaugon en Leyte del Sur a principios de febrero de 2006.

Rotary International describe la Fundación como una entidad creada por Prem Rawat para "mejorar la calidad de vida de los necesitados".